# James Batemon
James Batemon   (Milwaukee, 8 d'abril de 1997) és un jugador de bàsquet estatunidenc del Força Lleida de la Lliga ACB.

## Trajectòria
Va jugar a bàsquet universitari amb el North Dakota State College of Science i el Loyola Marymount fins al 2019, abans de jugar professionalment a Letònia, França, Grècia, Alemanya i Israel. El 2021-22, va ser nomenat MVP de l'LNB Pro B francesa.
El 17 de juliol de 2024, Batemon va signar amb els Brisbane Bullets de la National Basketball League (NBL) australiana per a la temporada 2024-25. El 17 de novembre de 2024 va anotar 51 punts i va fer nou triples en la victòria per 105–84 sobre els Perth Wildcats. Es va convertir en el segon jugador que va anotar 50 punts en un partit de la NBL des que la lliga va tornar als partits de 40 minuts i es va convertir amb el jugador amb més punts dels Bullets en un partit de 40 minuts. El 26 de desembre va ser descartat la resta de la temporada per una lesió als músculs isquiotibials. Fins aleshores havia fet una mitjana de 15,5 punts per partit.